# Акт о Дне национальной независимости 19 июня
Акт о Дне национальной независимости 19 июня (англ. Juneteenth National Independence Day Act) — закон США, принятый Конгрессом и подписанный президентом Джо Байденом 17 июня 2021 года, для признания 19 июня (Дня освобождения рабов) федеральным праздником. 
Данный законопроект был представлен в Сенате сенатором Эдвардом Марки 25 февраля 2021 года, и впоследствии был единогласно одобрен Сенатом 15 июня 2021 года и Палатой представителей 16 июня 2021 года (415—14).
19 июня стал одиннадцатым праздником, который отмечается в США на федеральном уровне. В этот список входят такие праздники, как Рождество, Новый год, День благодарения, День независимости и день Мартина Лютера Кинга.

## Содержание
Внести поправки в раздел 5 Кодекса Соединённых Штатов, чтобы провозгласить День национальной независимости 19 июня как законный государственный праздник.
<…>
Статья 6103(a) раздела 5 Кодекса Соединённых Штатов Америки изменена путём включения после пункта, включающего День памяти, следующего: «День национальной независимости 19 июня».
Оригинальный текст (англ.)To amend title 5, United States Code, to designate Juneteenth National Independence Day as a legal public holiday.
<…>
Section 6103(a) of title 5, United States Code, is amended by inserting after the item relating to Memorial Day the following: Juneteenth National Independence Day, June 19.